# Pule Mabe

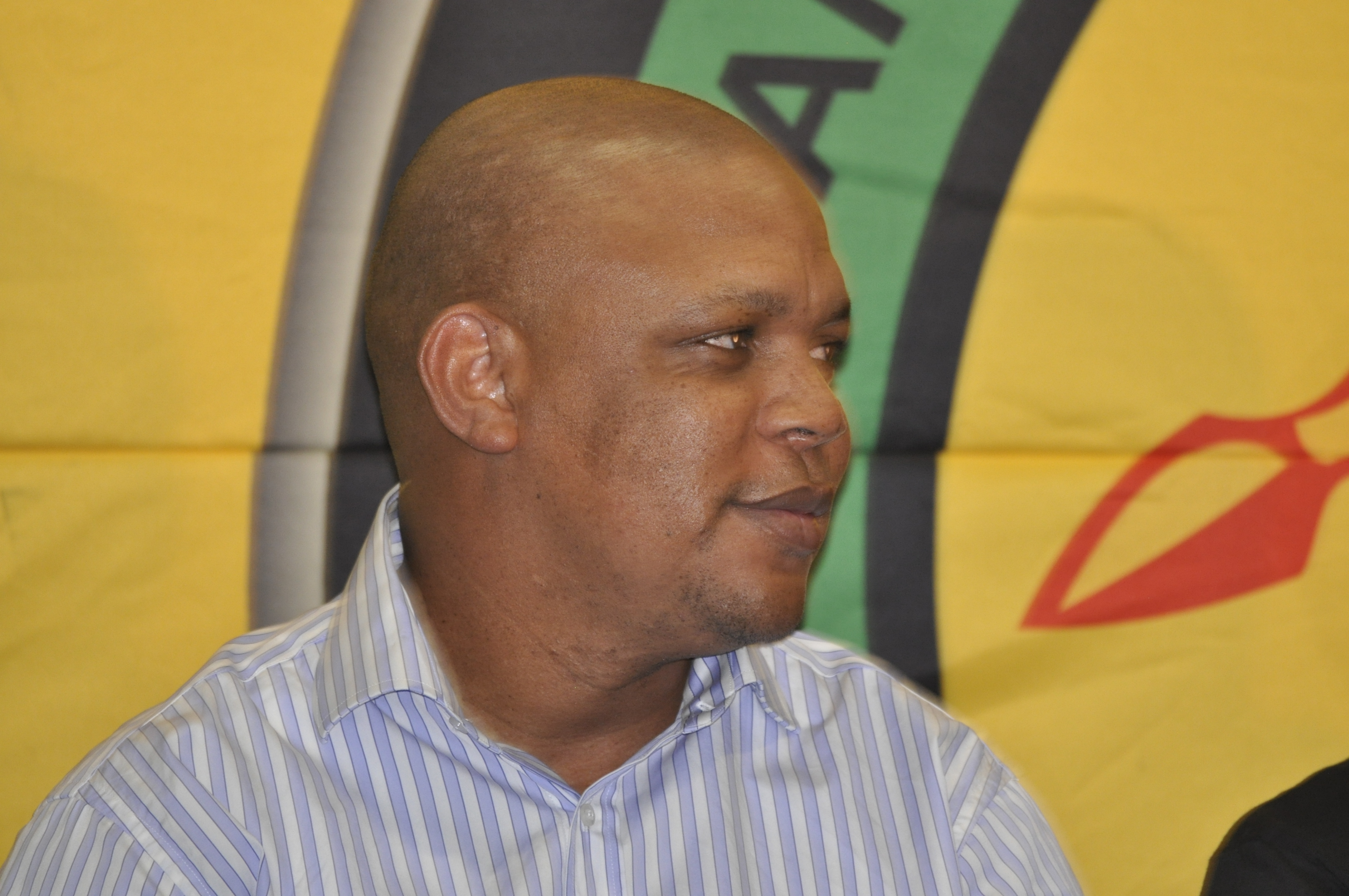
Pule Mabe (2011)

Pule Mabe (* 1980 in Namakgale) ist ein südafrikanischer Politiker und Journalist.

## Leben
Pule Mabe wuchs als Kind im Township Namakgale von Phalaborwa in einer von Bergbau geprägten Umgebung auf. Mabe trat bereits als Kind Masupatsela, der ANC-Jugendpionierbewegung, bei. Er studierte Journalismus an der Technischen Universität Tshwane und machte dort sein Diplom. Während seines Studiums war er stellvertretender Vorsitzender des Studentenrats und Mitglied des nationalen geschäftsführenden Komitees der südafrikanischen Studentenvereinigung der Technischen Universitäten sowie Chefredakteur einer Studentenzeitung. Nach seinem Studium arbeitete er bei der Zeitung Mail & Guardian. Er gründete die KG Media, einen Verlag, den er heute noch besitzt. 2008 wurde er zum Schatzmeister der ANC Youth League gewählt. Sechs Monate nach seiner Wahl begann sein Verlag, ein kostenloses Magazin für U-Bahn-Passagiere im Auftrag der Metrorail herauszugeben.
Mabe ist verheiratet und hat zwei Kinder.

## Schatzmeister der ANCYL
Ende Februar 2012 wurden Beschwerden gegenüber Mabes Amtsführung bekannt, nachdem er im Kontext der Ereignisse um den ANCYL-Vorsitzenden Julius Malema als möglicher Nachfolger genannt worden war. Nachdem einige Zeitungen berichtet hatten, Mabe solle suspendiert worden sein, erklärte das Nationalkomitee der ANCYL, dass die Jugendliga von der Presseberichterstattung zu Mabe und Malema „angewidert“ sei, sprach von einer „Desinformationskampagne“ und forderte von mehreren großen Zeitungen, unter anderem vom Sowetan und der Times, eine Entschuldigung. Mabe selbst äußerte sich in einer Presseerklärung der ANCYL und sprach von „böswilligen Gerüchten“ gegen ihn und die Jugendliga, deren Zweck die Unterminierung der Organisation und Verhinderung der wirtschaftlichen Freiheit des Landes seien. Malema nannte er den „Oberbefehlshaber der wirtschaftlichen Freiheit“. Trotz seiner öffentlichen Unterstützung für Malema wird Mabe als möglicher Nachfolger im Präsidentenamt der ANCYL gehandelt, da er mehr Erfahrung und Einfluss als Vizepräsident Ronald Lamola habe. Angesichts einer notwendigen Neuwahl des geschäftsführenden Komitees (NEC) der ANCYL wird Mabe als Präsidentschaftskandidat einer „Anti-Malema-Liste“ geführt.
Bei einem Treffen des NEC am 4. und 5. Mai 2012 in Johannesburg wurde ihm, vermutlich wegen finanzieller Unregelmäßigkeiten und spalterischem Verhalten, das Vertrauen entzogen und er von seinem Amt als Schatzmeister entbunden, jedoch nicht aus der ANCYL ausgeschlossen. Nachdem bekannt geworden war, dass Mabe entbunden wurde, kam es zu Rangeleien zwischen seinen und Malemas Anhängern. Mabe selbst betonte, er bleibe Mitglied der ANCYL und respektiere die internen Prozesse der Jugendliga. Er wandte sich an den Generalsekretär des ANC mit der Bitte, seine Absetzung rückgängig zu machen, da das Treffen des NEC nicht entsprechend den Regeln der ANCYL gewesen sei; ein Sprecher des ANC sagte, man werde die Beschwerde prüfen, sobald sie eingegangen sei. Nach einem Treffen der ANC-Spitze wurde der Youth League Ende Mai 2012 auferlegt, die Entbindung zu prüfen, da sie nicht den Regularien entsprochen habe. Am 3. Juni 2012 teilte der Generalsekretär der ANCLY-Provinz Gauteng mit, Mabe sei wiedereingesetzt, was eine Sprecherin des nationalen Komitees dementierte. Am selben Tag stimmten die Delegierten des Provinzkongresses von Gauteng an der Universität Johannesburg einer Kandidatur von Mabe gegen Malema als Vorsitzender zu. Am 6. August 2012 stellte Mabe fest, dass er weiterhin der offizielle Schatzmeister der ANCYL sei, da jegliche Beweise für seine Amtsenthebung fehlten und eine Enthebung aufgrund mangelnden Vertrauens in der Verfassung der ANCYL nicht vorgesehen sei.